# Nesoenas rodericanus
Nesoenas rodericana е изчезнал вид птица от семейство Гълъбови (Columbidae). Обитавал е Мавриций.

## Разпространение
Видът е разпространен в Мавриций.